# Williams FW40
De Williams FW40 is een Formule 1-auto die gebruikt wordt door het team Williams in het seizoen 2017. Het nummer 40 staat voor het feit dat het team veertig jaar in de Formule 1 rijdt.

## Onthulling
Op 17 februari 2017 was de FW40 de eerste Formule 1-auto van het seizoen waar beeldmateriaal van verscheen. Sindsdien zijn er enkele onderdelen van de auto veranderd en op 25 februari werd de auto officieel onthuld door middel van het plaatsen van foto's op het internet. De auto wordt bestuurd door Felipe Massa, die zijn vierde seizoen met het team ingaat, en rookie Lance Stroll, die de naar Mercedes vertrokken Valtteri Bottas vervangt. Tijdens de Grand Prix van Hongarije werd Massa vanwege ziekte eenmalig vervangen door testrijder Paul di Resta.

## Resultaten
| Kleur  | Resultaat                              |
| ------ | -------------------------------------- |
| Goud   | Winnaar                                |
| Zilver | Tweede plaats                          |
| Brons  | Derde plaats                           |
| Groen  | Gefinisht (punten behaald)             |
| Blauw  | Gefinisht (geen punten behaald)        |
| Blauw  | Niet geklasseerd (NC)                  |
| Paars  | Uitgevallen (DNF)                      |
| Rood   | Niet gekwalificeerd (DNQ)              |
| Zwart  | Gediskwalificeerd (DSQ)                |
| Wit    | Niet gestart (DNS)                     |
| Blanco | Gewond (INJ)                           |
| Blanco | Uitgesloten (EX)                       |
| Blanco | Teruggetrokken (WD) / Niet deelgenomen |
| P      | Poleposition                           |
| S      | Snelste ronde                          |

| Jaar | Chassis       | Motor                         | Banden | Coureurs      | 1   | 2   | 3   | 4   | 5   | 6   | 7   | 8   | 9   | 10  | 11  | 12  | 13  | 14  | 15  | 16  | 17  | 18  | 19  | 20  | Punten | WK-plaats |
| ---- | ------------- | ----------------------------- | ------ | ------------- | --- | --- | --- | --- | --- | --- | --- | --- | --- | --- | --- | --- | --- | --- | --- | --- | --- | --- | --- | --- | ------ | --------- |
| 2017 | Williams FW40 | Mercedes-AMG F1 M08 EQ Power+ | P      |               | AUS | CHN | BHR | RUS | SPA | MON | CAN | AZE | OOS | GBR | HON | BEL | ITA | SIN | MAL | JPN | VST | MEX | BRA | ABU | 83     | 5         |
| 2017 | Williams FW40 | Mercedes-AMG F1 M08 EQ Power+ | P      | Felipe Massa  | 6   | 14  | 6   | 9   | 13  | 9   | DNF | DNF | 9   | 10  | ND  | 8   | 8   | 11  | 9   | 10  | 9   | 11  | 7   | 10  | 83     | 5         |
| 2017 | Williams FW40 | Mercedes-AMG F1 M08 EQ Power+ | P      | Paul di Resta |     |     |     |     |     |     |     |     |     |     | DNF |     |     |     |     |     |     |     |     |     | 83     | 5         |
| 2017 | Williams FW40 | Mercedes-AMG F1 M08 EQ Power+ | P      | Lance Stroll  | DNF | DNF | DNF | 11  | 16  | 15  | 9   | 3   | 10  | 16  | 14  | 11  | 7   | 8   | 8   | DNF | 11  | 6   | 16  | 18  | 83     | 5         |
| Jaar | Chassis       | Motor                         | Banden | Coureurs      | 1   | 2   | 3   | 4   | 5   | 6   | 7   | 8   | 9   | 10  | 11  | 12  | 13  | 14  | 15  | 16  | 17  | 18  | 19  | 20  | Punten | WK-plaats |

Ferrari SF70H ·
Force India VJM10 ·
Haas VF-17 ·
McLaren MCL32 ·
Mercedes F1 W08 EQ Power+ ·
Red Bull RB13 ·
Renault R.S.17 ·
Sauber C36 ·
Toro Rosso STR12 ·
Williams FW40